# Liste der Biografien/Beckw
Liste der Biografien |
Portal Biografien |
Personensuche
# |
A |
B |
C |
D |
E |
F |
G |
H |
I |
J |
K |
L |
M |
N |
O |
P |
Q |
R |
S |
T |
U |
V |
W |
X |
Y |
Z |
?
 
Ba |
Be |
Bd |
Bg |
Bh |
Bi |
Bj |
Bl |
Bm |
Bn |
Bo |
Br |
Bs |
Bu |
Bw |
By |
Bz
 
Bea–Beb |
Bec |
Bed |
Bee |
Bef |
Beg |
Beh |
Bei |
Bej |
Bek |
Bel |
Bem |
Ben |
Beo |
Bep |
Beq |
Ber |
Bes |
Bet |
Beu |
Bev |
Bew |
Bex |
Bey |
Bez
 
Beca |
Becc |
Bece |
Bech |
Beci |
Beck |
Becl |
Becm |
Becn |
Beco |
Becq |
Becr |
Becs |
Bect |
Becu |
Becv |
Becz
 
Becka |
Beckb |
Becke |
Beckf |
Beckh |
Becki |
Beckj |
Beckl |
Beckm |
Beckn |
Becko |
Beckr |
Becks |
Becku |
Beckw |
Beckx |
Becky
Die Liste der Biografien führt alle Personen auf, die in der deutschsprachigen Wikipedia einen Artikel haben. Dieses ist eine Teilliste mit 21 Einträgen von Personen, deren Namen mit den Buchstaben „Beckw“ beginnt.

## Beckw

### Beckwe
- Beckwermert, Ulrich (* 1964), deutscher römisch-katholischer Geistlicher, ehemaliger Generalvikar des Bistums Osnabrück

### Beckwi
- Beckwith, Andy, britischer Schauspieler
- Beckwith, Asahel C. (1827–1896), US-amerikanischer Politiker
- Beckwith, Charles (1929–1994), US-amerikanischer Soldat der US Army und Vietnamveteran und Gründer der US-Spezialeinheit Delta Force
- Beckwith, Charles D. (1838–1921), US-amerikanischer Politiker
- Beckwith, Christopher I. (* 1945), US-amerikanischer Tibetologe, Sinologe und Turkuloge, Professor für Central Eurasian Studies an der Indiana University
- Beckwith, James Carroll (1852–1917), US-amerikanischer Maler
- Beckwith, John (1918–1991), britischer Kunsthistoriker
- Beckwith, John (1927–2022), kanadischer Komponist, Pianist und Musikjournalist
- Beckwith, Jonathan (* 1935), US-amerikanischer Biochemiker, Mikrobiologe und Genetiker
- Beckwith, Karl Friedrich von (1712–1787), Kommandeur der Legion Britanique, Chef des Infanterieregiments „von Salmuth“ in Wesel
- Beckwith, Lillian (1916–2004), englische Schriftstellerin
- Beckwith, Mark, US-amerikanischer Basketballspieler
- Beckwith, Martha Warren (1871–1959), US-amerikanische Folkloristin und Ethnographin
- Beckwith, Naomi (* 1976), US-amerikanische Kuratorin
- Beckwith, Rachel (2002–2011), US-amerikanische Entwicklungshelferin
- Beckwith, Reginald (1908–1965), britischer Schauspieler, Filmkritiker und Theaterautor
- Beckwith, Skip (1939–2019), kanadischer Jazzmusiker (Kontrabass, auch Arrangement, Komposition)
- Beckwith, Steven (* 1951), US-amerikanischer Astronom

### Beckwo
- Beckworth, Lindley (1913–1984), US-amerikanischer Jurist und Politiker
- Beckwourth, James P. († 1866), US-amerikanischer Trapper, Entdecker, Pelzhändler, Soldat, Goldgräber, Gastwirt, ScoutJames P. Beckwourth († 1866)

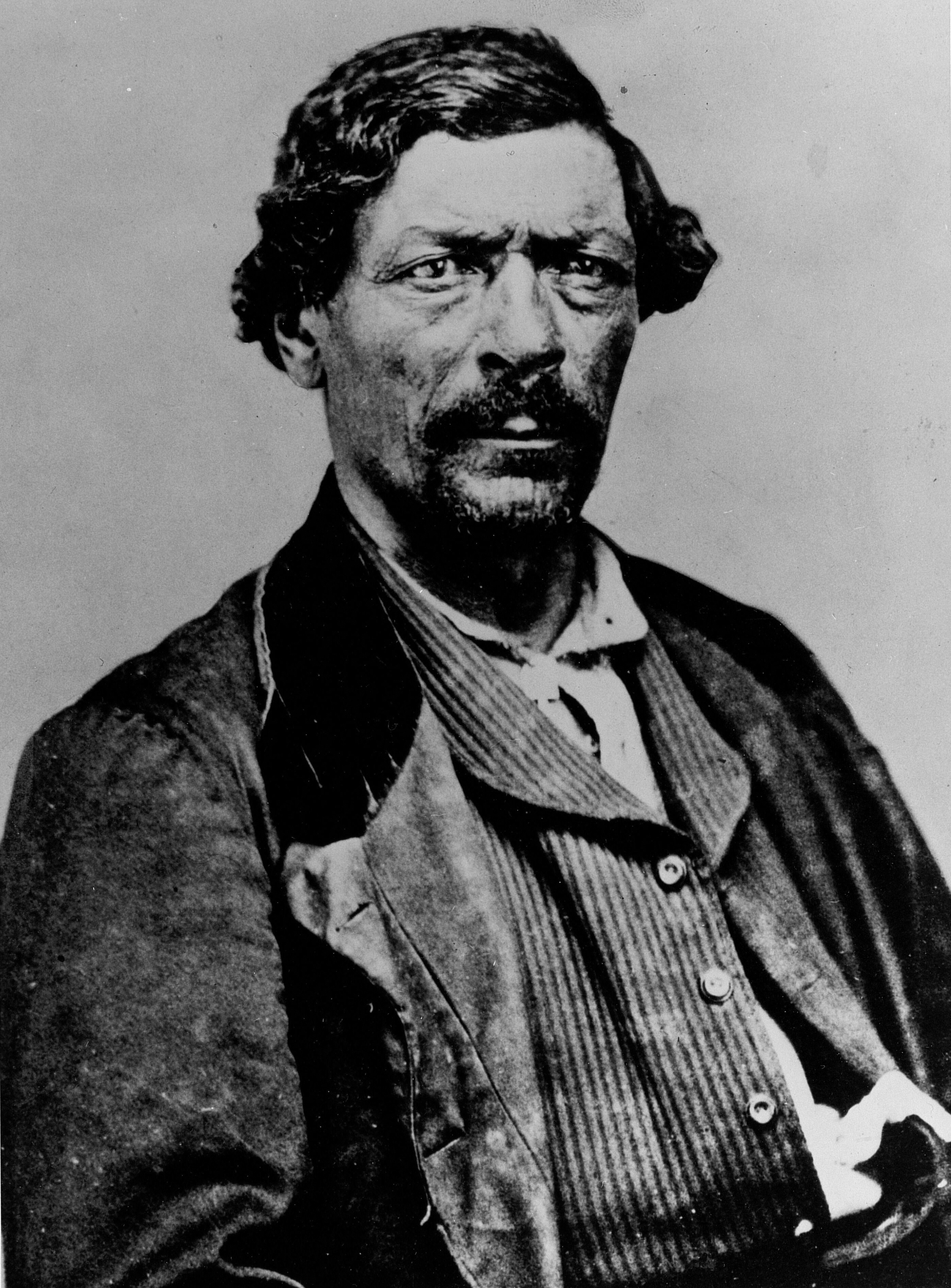
James P. Beckwourth († 1866)